# Dennis Chan
Dennis Chan Kwok-San (chinesisch 陳國新 / 陈国新, Pinyin Chén Guóxīn, Jyutping Can4 Gwok3san1, kantonesisch Chan Kwok-San, * 25. Mai 1949 in Hongkong) ist ein aus Hongkong stammender chinesischer Schauspieler, Drehbuchautor, Regisseur und Filmproduzent.
Hauptsächlich trat Dennis Chan als Nebendarsteller in verschiedenen Filmen auf, gelegentlich bekam er auch eine größere Rolle zugewiesen. Einige seiner besseren Rollen waren in Welcome, Christmas Romance, Fight Back to School, Double Fattiness, Millionaire Cop, The Bad Guy in Soul und in Perfect Girls. Chan erscheint auch in ein paar US-amerikanischen Filmen – unter anderem spielte er Jean-Claude Van Dammes und Sasha Mitchells thailändischen Lehrer in drei Kickboxer-Filmen.
Dennis Chan ist ebenfalls Regisseur einiger Filme wie Perfect Match und Love and Let Love.

## Filme (Auswahl)

### Darsteller
- 1984: Police Station Employee
- 1985: Christmas Romance
- 1986: Spirit and Me
- 1987: Mr. Handsome
- 1988: Police Story 2 – Der Supercop schlägt wieder zu (Police Story II)
- 1989: Karate Tiger 3 – Der Kickboxer (Kickboxer)
- 1990: Hong Kong Corruptor
- 1991: Children of the Dragon
- 1991: Kickboxer 2 – Der Champ kehrt zurück
- 1992: Karate Tiger 6 – Entscheidung in Rio (Kickboxer 3: The Art of War)
- 1993: Legal Rape
- 1994: The True Hero
- 1995: Hong Kong Graffiti
- 1996: Stooge, My Love
- 1997: Knock Off
- 2002: Naked Weapon

### Drehbuchautor
- 2008: Besieged City
- 2008: Wushu
- 2012: 37

### Regisseur
- 1989: Perfect Match
- 1993: Wuxia qi gongzhu (Holy Weapon)
- 2008: Wushu
- 2012: 37

### Produzent
- 1992: Naked Killer
- 1993: Legal Rape
- 2008: Besieged City
- 2012: 37